# Basil Williams
Basil John Williams (Buenos Aires, Argentina, 11 de març de 1891 – Surrey, 1951) va ser una patinador artístic sobre gel britànic que va competir a començaments del segle xx.
El 1920 va prendre part en els Jocs Olímpics d'Anvers, on guanyà la medalla de bronze en la prova parelles del programa de patinatge artístic, formant parella amb Phyllis Johnson. En la prova de individual fou setè.

## Palmarès

### Individual
| Competició               | 1912 | 1913 | 1920 |
| ------------------------ | ---- | ---- | ---- |
| Jocs Olímpics            |      |      | 7è   |
| Campionat del Regne Unit | 2n   | 1r   |      |

### Paerelles
| Competició        | 1912          | 1920            |
| ----------------- | ------------- | --------------- |
| Parella           | Edna Harrison | Phyllis Johnson |
| Jocs Olímpics     |               | 3r              |
| Campionat del món | 6è            |                 |